# 鄭昱鯉
鄭昱鯉（1963年—），福建人，已退役中國女子羽球運動員。
鄭昱鯉在1985年世界羽毛球錦標賽獲得女子單打銅牌。兩年後，她再次獲得第三名。她在1984年的日本羽球公開賽和丹麥羽球公開賽中獲勝。她在1982年和1985年的全英羽球錦標賽中晉級女子單打的半決賽。
鄭昱鯉代表中國參加1988年優霸盃。在對陣韓國的決賽中，她與韓愛萍搭檔出賽第二雙打，以9-15、15-10、15-9擊敗黃惠英/鄭明熙組合。最終中國隊以5-0大勝而捧杯。